# Буксирування (авіація)

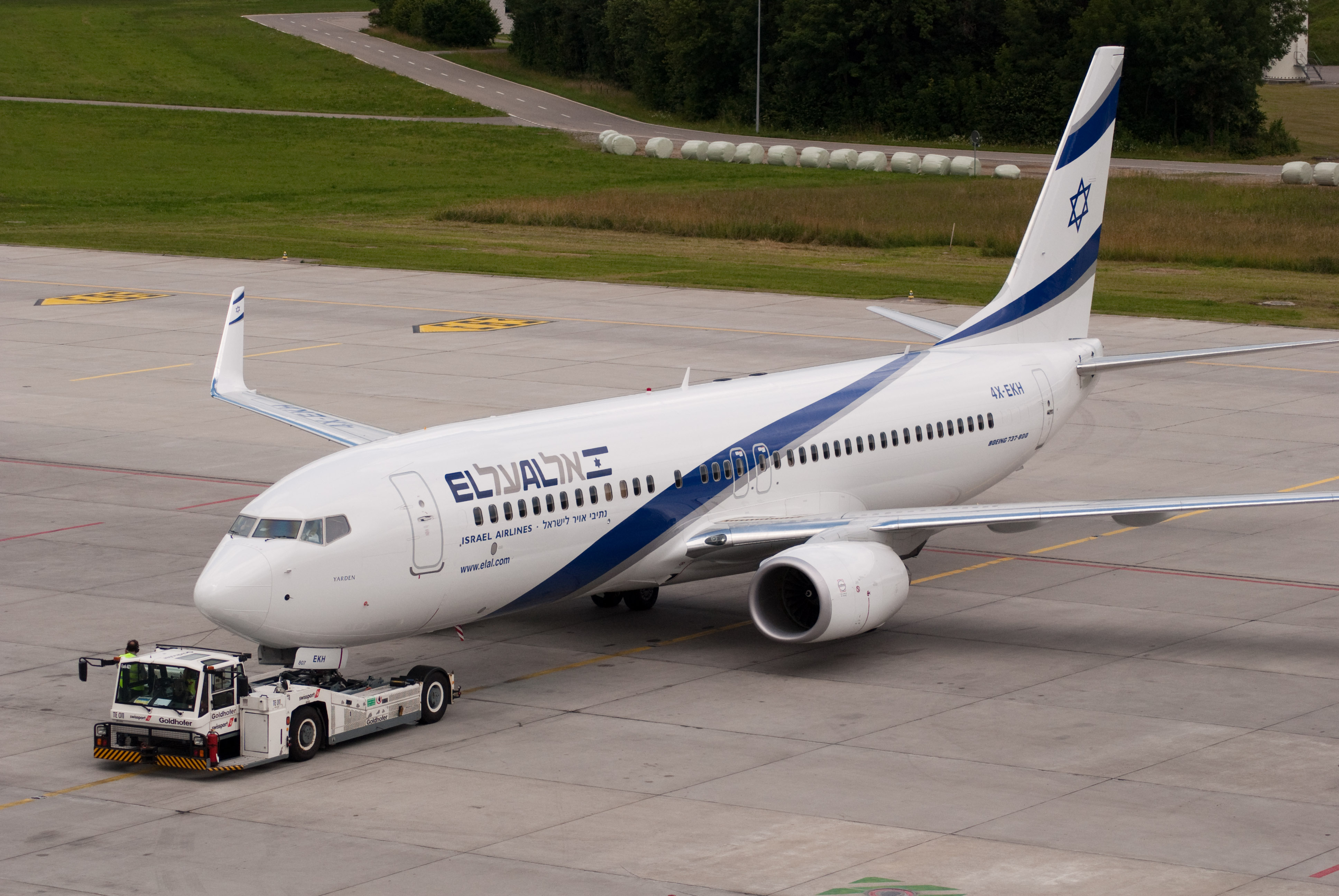
Буксирування El Al Boeing 737-800 в аеропорту Цюриха

Буксирувáння (англ. pushback) ― це аеродромна процедура, під час якої повітряне судно транспортується заднім ходом за допомогою додаткових потужностей від виходу терміналу в бік руліжних доріжок. Буксирування здійснюються спеціальними низькопрофільними автомобілями ― тягачами або буксирами.
Хоча більшість літаків здатні рухатись у зворотньому напрямку за допомогою тяги реверсу (процедура зворотньої тяги, powerback), відповідний реактивний удар чи порив від пропелерів може пошкодити елементи терміналу чи обладнання. Низькорозташовані відносно землі двигуни також можуть піднімати та засмоктувати пісок та непотріб, що потенційно може привести до несправності. В зв'язку з цим буксирування є головним способом відведення борта від терміналу.

## Процедура
Буксирування у жвавих портах підконтрольні службі наземного диспетчерського контролю (ground control clearance) з метою координації пересування ПС на руліжних доріжках. Після отримання диспетчерського дозволу пілот встановлює зв'язок з оператором буксира (або працівником хендлінгу, що в окремих випадках супроводжує буксирування) для початку процедури. Для комунікацій при ніші переднього шасі передбачений роз'єм для гарнітури.
Так як екіпаж не бачить позаду літака, кермування здійснюється оператором тягача, а не пілотами. Залежно від типу судна та процедур авіакомпанії, у переднє шасі може бути вставлений блокуючий стержень (bypass pin), який від'єднує механізм шасі від системи кермування з кабіни. З'єднання тягача та шасі відбувається жорстким зчепленням за допомогою водила.
Після завершення буксирування водило від'єднують, і блокуючий стержень виймають. Наземний персонал демонструє екіпажу блокуючий стержень, що свідчить про його від'єднання. Процедуру завершено, борт може продовжувати рулювання засобом власної тяги.

## Устаткування

### Малі аероплани

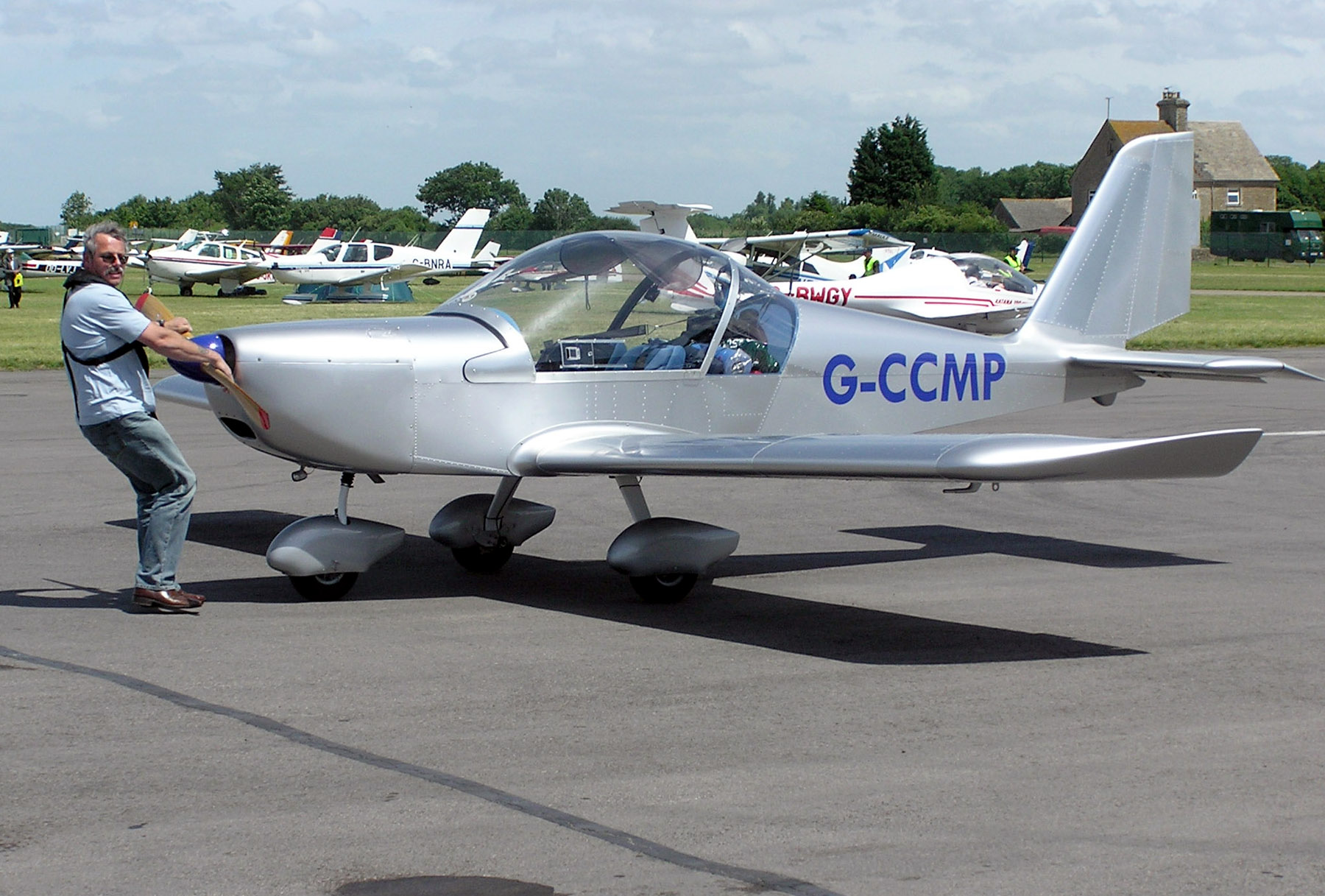
Легкий літак можна штовхати силою людських м'язів. На світлині Aerotechnik EV-97A Eurostar виштовхується вручну для дозаправки

Найменші літаки людина здатна пересувати самостійно. Як опора підійде шасі, стійки на біпланах та навіть лопаті пропелера; всі ці елементи конструкцій достатньо міцні, оскільки під час польоту зазнають більших навантажень. Для поворотів припіднімається ніс або хвіст в залежності від розташування рульового колеса для його відокремлення від землі і подальшого обертання. Менш незручний спосіб досягається за допомогою під'єднання короткого водила до рульового колеса, що покращує маневреність та збільшує момент прикладеної сили, а також зменшує ризик пошкодити елементи конструкції. Водило з дюралю є легким і достатньо компактним для постійного перевезення на борту. Інші малі буксирувальні пристрої містять моторизоване колесо з двигуном класу газокосарки чи електродрелі, однак їх складніше транспортувати та возити через надмірну вагу.

### Тягачі та водила

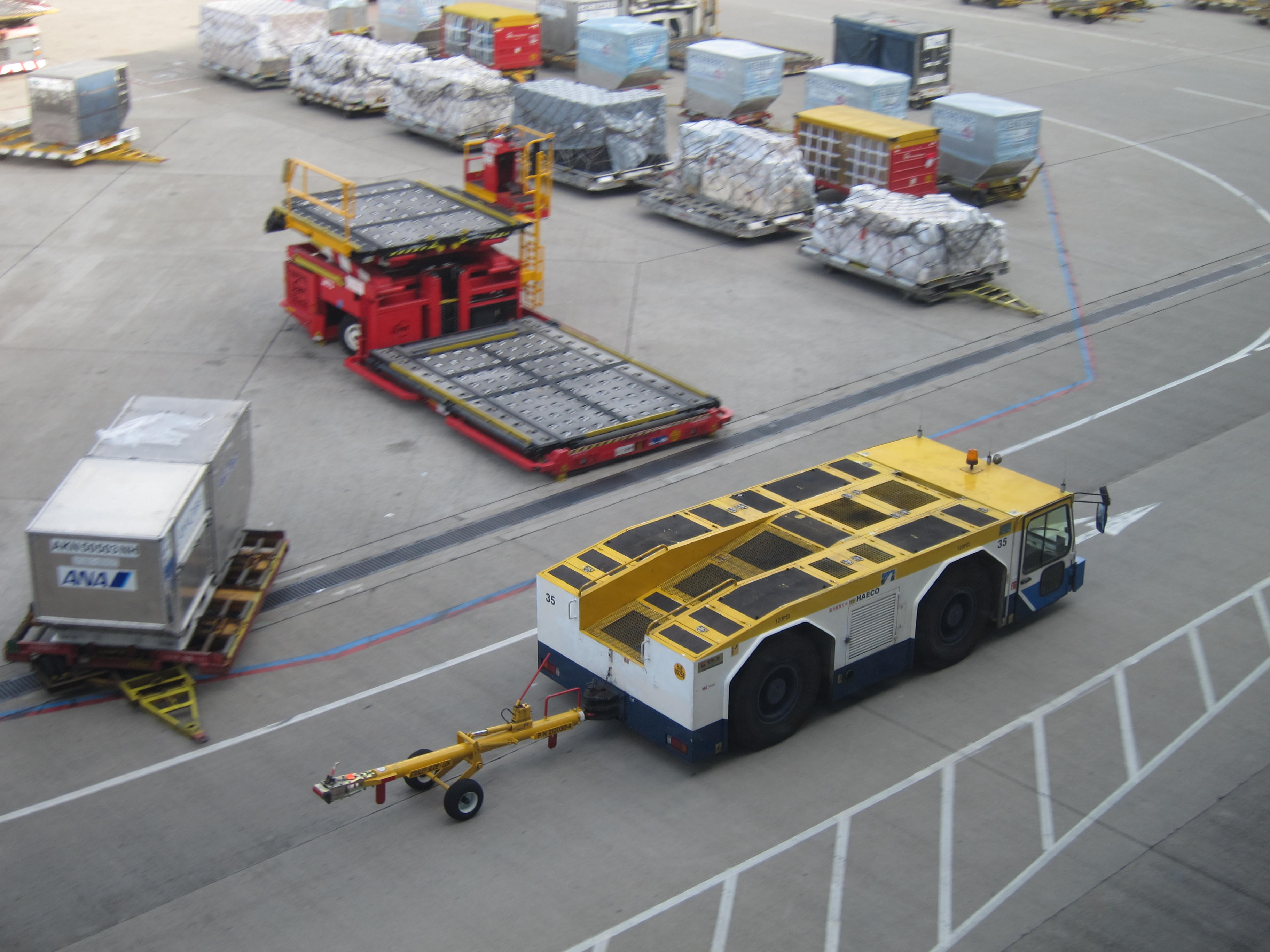
Буксир тягне водило на пероні

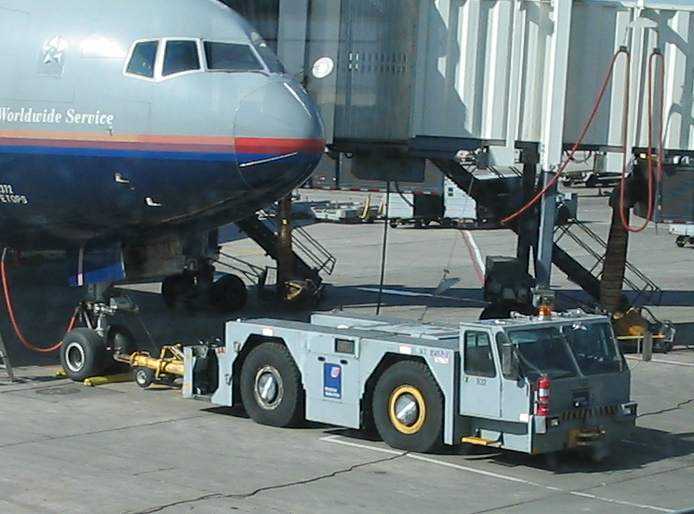
Традиційний тягач під'єднаний до Boeing 777-200ER United Airlines в міжнародному аеропорту Денвера

Великі літаки буксирують тагачами. Дані транспортні засоби мають низький профіль кузова та низьку посадку для безпечного підходу під фюзеляж судна. Для дієвої роботи тягач повинен бути важким в більшості випадків за рахунок баласту. Звичайний тягач для великих літаків важить до 54 тон і володіє тягою у 334 кН. Часто кабіна тягача рухома і піднімається для кращого огляду в режимі реверсування і опущена ― для заходу під ніс судна. На ринку існує два види тагачів: звичайний і автономний (безводильний) (TBL).
Традиційні тягачі використовують водило для під'єднання до носового шасі. Водило зафіксовано горизонтально на шасі, однак у вертикальній площі є люфт для регулювання висоти. Кінцевик з боку тягача може обертатися горизонтально і вертикально. Це дозволяє використовувати водило як великий важіль і повертати носове шасі у потрібному напрямку. Кожен літак має власний тип кріплення, тому водило слугує поєднувачем між стандартним пристроєм з боку тягача і специфічного кінцевика з боку шасі. Водило повинне бути достатньо довгим, щоб дистанція до тягача не призвела до зіткнення, а також створювати достатній момент сили для полегшення поворотів. Для важких бортів водило має власні колеса; вони з'єднані з гідравлічним домкратом, що регулює висоту для вирівняння механізмів тягача та літака. Той же механізм піднімає водило із землі в режимі буксирування. Водило під'єднують або спереду або ззаду тягача ― в залежності від того, чи судно штовхатимуть чи тягнутимуть. Водило має механічний запобіжник (shear pin), котрий спрацьовує на роз'єднання в разі прикладення тягачем надмірних зусиль на шасі чи тягач.

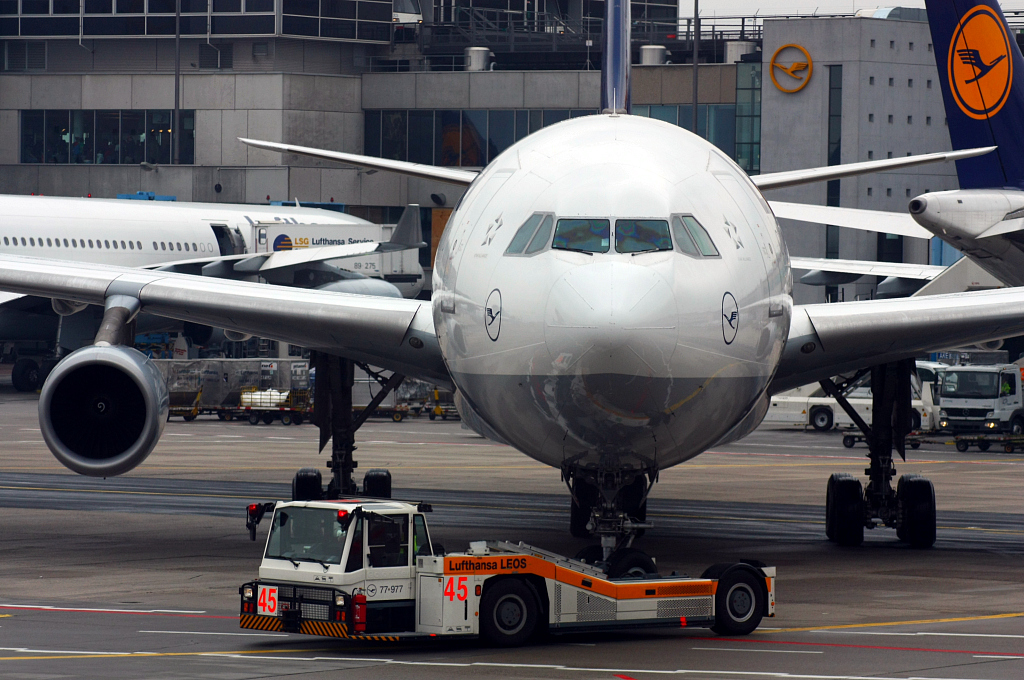
Автономний тягач у Франфуртському аеропорті тягне Airbus A340-300 від Lufthansa

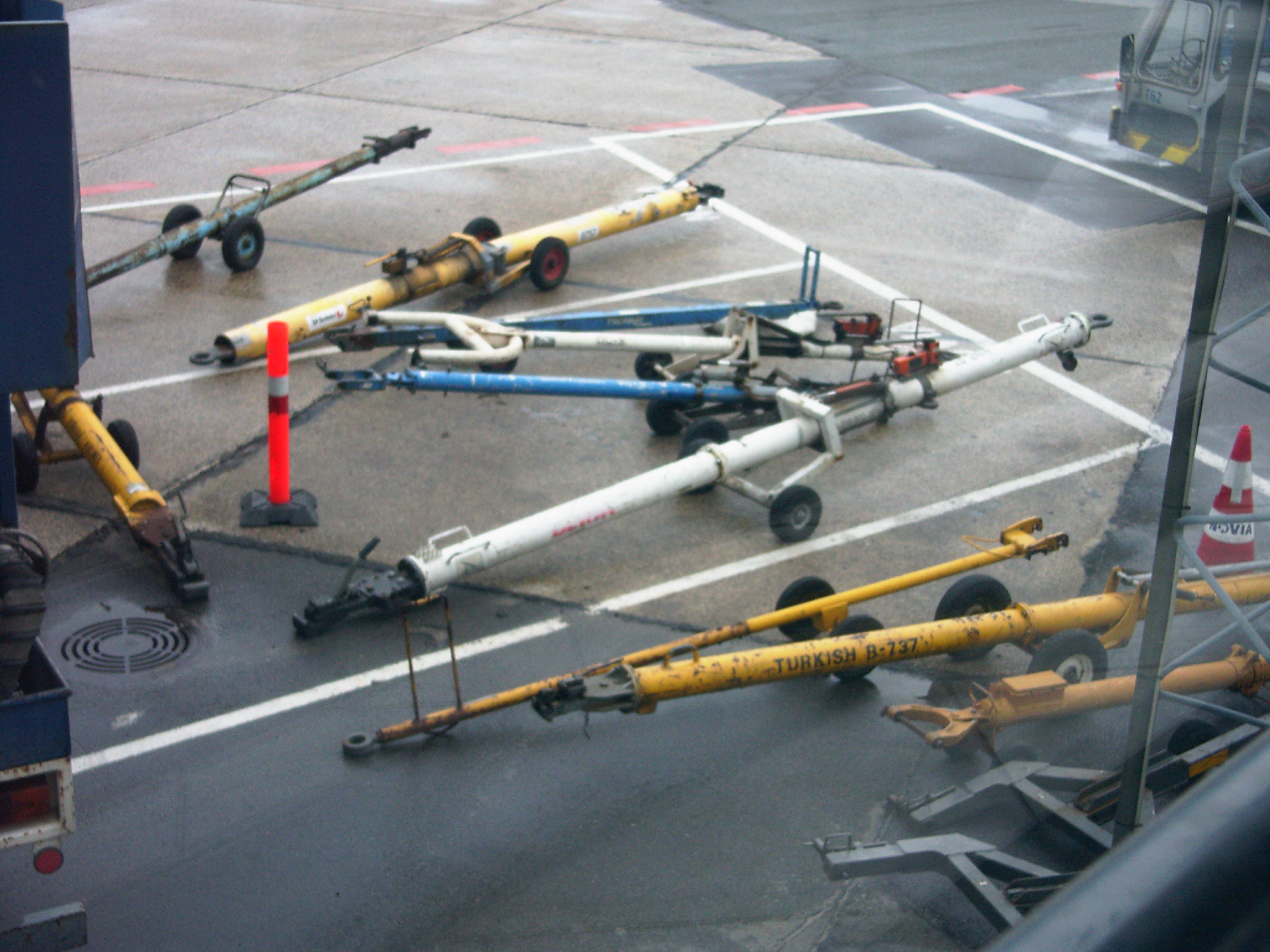
Різні види водила для тягачів

Автономні тягачі не використовують водила. Вони підкочуються під колесо (-а) носового шасі, одночасно піднімаючи його із землі ― це дозволяє маневрувати бортом у потрібному режимі. Такий режим роботи є більш керованим і швидкісним навіть без екіпажу в кабіні літака. Найбільшою перевагою є простота. Без водила оператор не зв'язаний потребою оперувати великою кількістю водил під кожен тип ПС. Кермування автономним тягачем є менш складним та простішим в освоєнні на відміну від водильного тягача. Пряме зчеплення з носовою стійкою дає кращий контроль та віддачу у маневреності. Використання автономних тягачів TBL є найбільш вигідним у портах з великою кількістю та різноманітністю літаків загальної авіації з обмеженим простором, на відміну від режимів роботи з авіалініями, у яких модельний ряд є більш типовим і прогнозованим.
Виробники електротягачів пропонують модельний ряд для транспортування від найменших одномоторних літаків і військових траспортників до бізнес-джетів авіаліній. Подібно до того, як для великої кількості бортів потрібні різні водила, автономні буксири використовують адаптери для транспортування особливих бортів. В той час як переважна більшість ПС не вимагає спеціальних адартерів для автономних тягачів, звичайні тягачі, з їх так званим «універсальним» водилом, повинні підлаштовуватись під значну кількість типів літаків. 
Електротягачі типу TBL набувають популярності серед операторів загальної авіації та базових авіакомпаній як альтернатива стандартним тягачам на базі ДВЗ. Додаткова перевага електротягачів ― можливість вільної роботи у приміщеннях і відсутність відходів згоряння.

### Роботяг
Підрозділ Lahav від Israel Aerospace Industries сконструював напівроботизований безводильний тягач. Taxibot здатен відвезти борт від термінального виходу до ЗПС (або кінця руліжки) та завезти до ґейту в режимі рулювання. Роботяг усуває потребу використання реактивної тяги під час вирулювання на ЗПС та зарулювання до виходів, потенційно заощаджуючи авіакомпаніям мільярди доларів на витрачене пальне. Taxibot керується оператором з кабіни, схожої до кабіни пілотів.

## Інше застосування
Виходячи з назви, тягач також застосовують в тих умовах, де рулювання непрактичне чи небезпечне, наприклад до/з ангарів ТО, чи пересування бортів, що поточно не мають можливості автономного пересування.
Деякі авіалінії, переважно Virgin Atlantic, підтримує буксирування ПС до точки вирулювання на ЗПС (holding point) для збереження пального та зменшення викидів в атмосферу, однак дана практика була призупинена через зростаючі витрати на обслуговування носових стійок.
Частину пального спалюється для роботи ДСУ, що потрібна для функціонування систем літака перед запуском основних двигунів, якщо тягач не надає сам таку можливість. Така методика створює більше навантаження на наземні служби та техніку, особливо за умов черг на зліт.

## В медіа
В рекламній кампанії під час телешоу Fifth Gear використали Volkswagen Touareg для виштовхування Boeing 747. Як згадувалось вище, «буксир» повинен бути достатньо тяжкий. Touareg навантажили 4,3 тонами цементу, і шини напомпували удвічі сильніше від робочого тиску. З цієї причини шини тягачів мають високе співвідношення ширини та висоти. Завдяки цьому випадку було встановлено світовий рекорд транспортування за допомогою серійного авто.

## Галерея

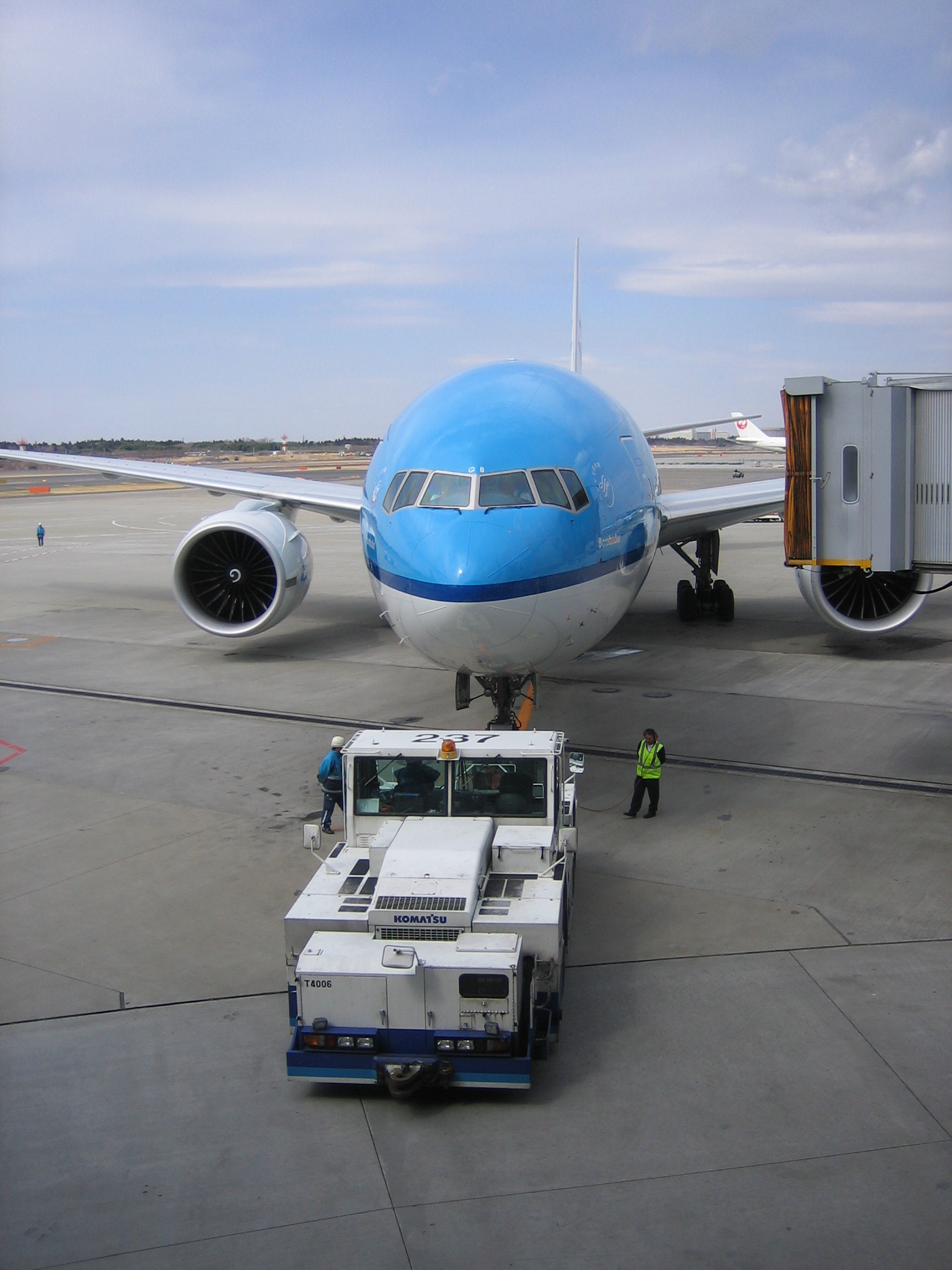
Boeing 777 KLM виштовхують у Міжнародному аеропорті Наріта.
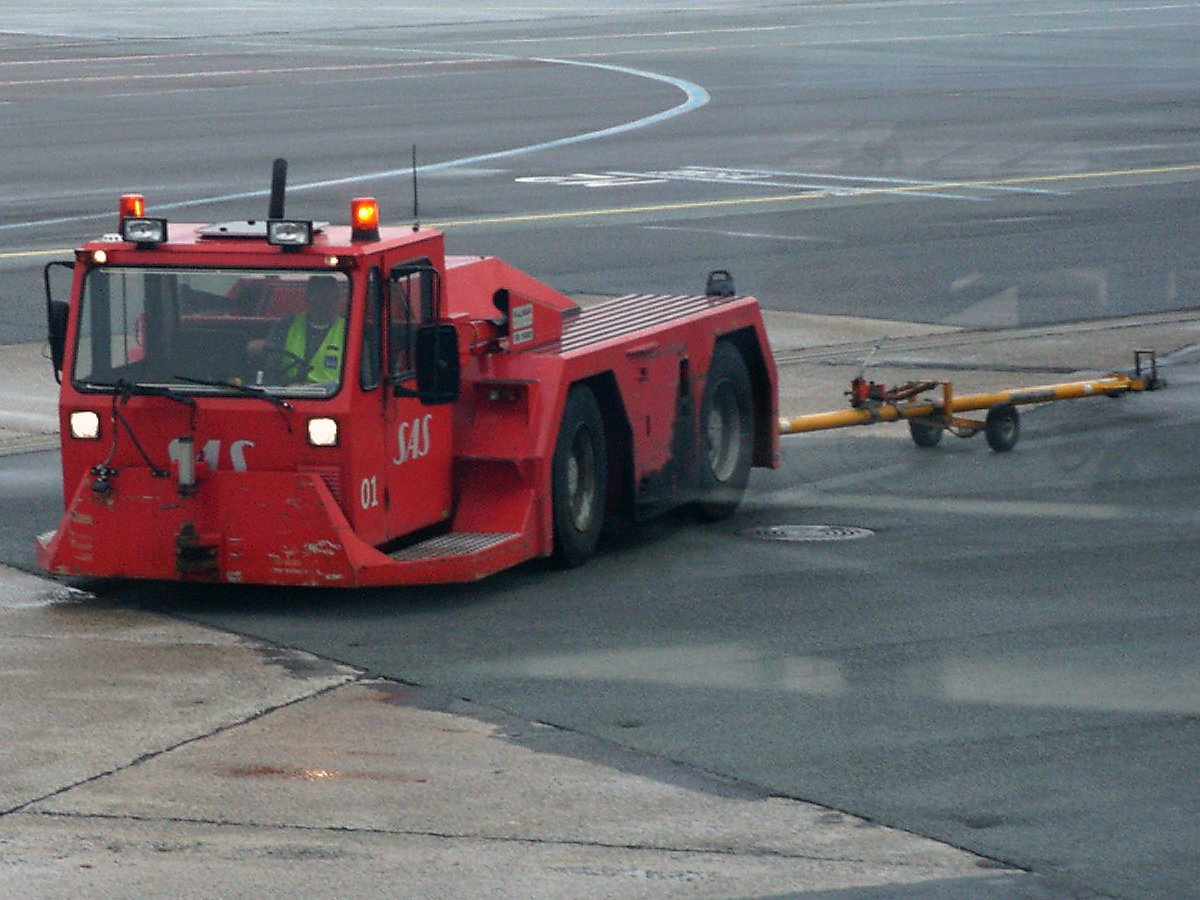
Буксирувальний тягач з водилом
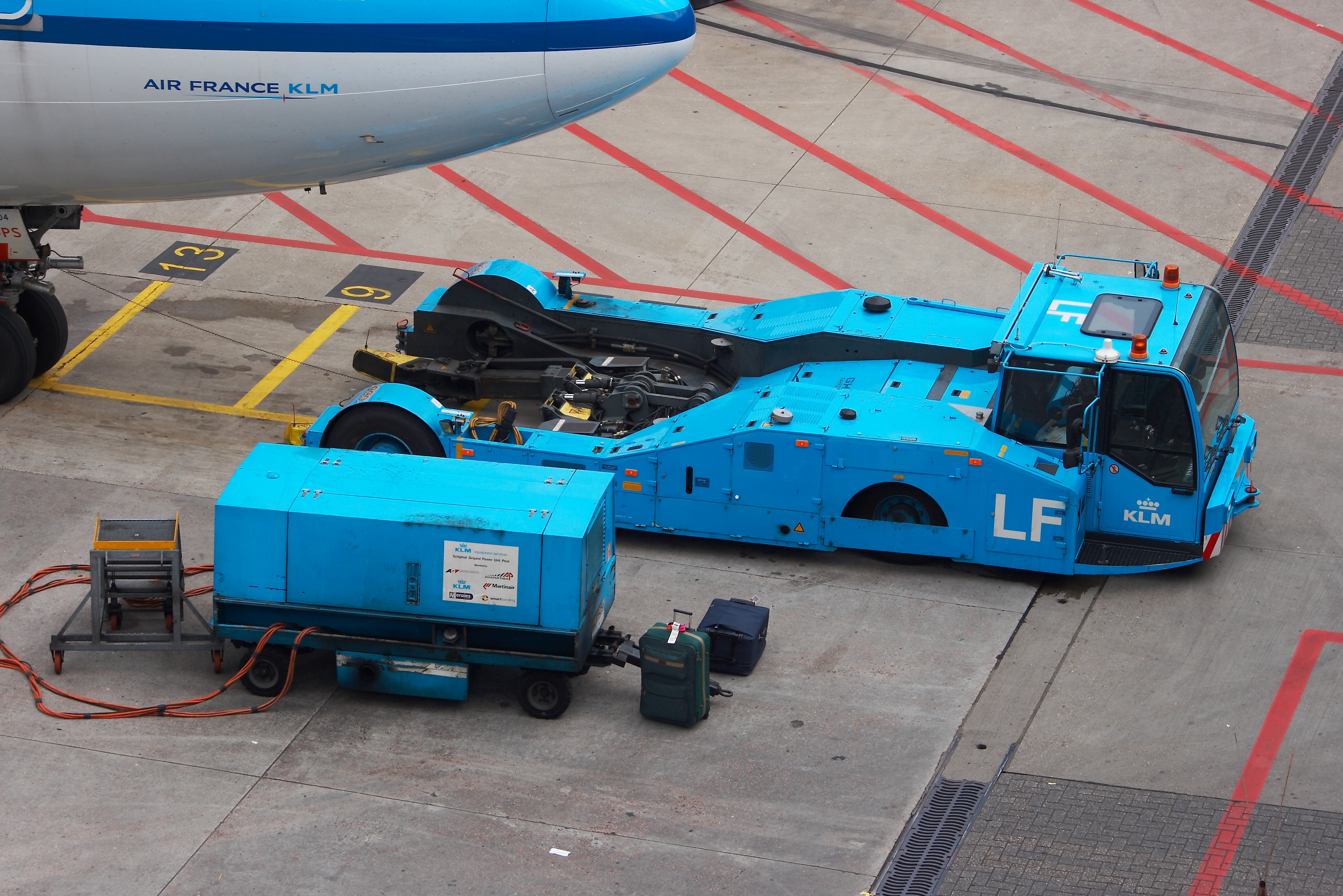
Автономний тягач
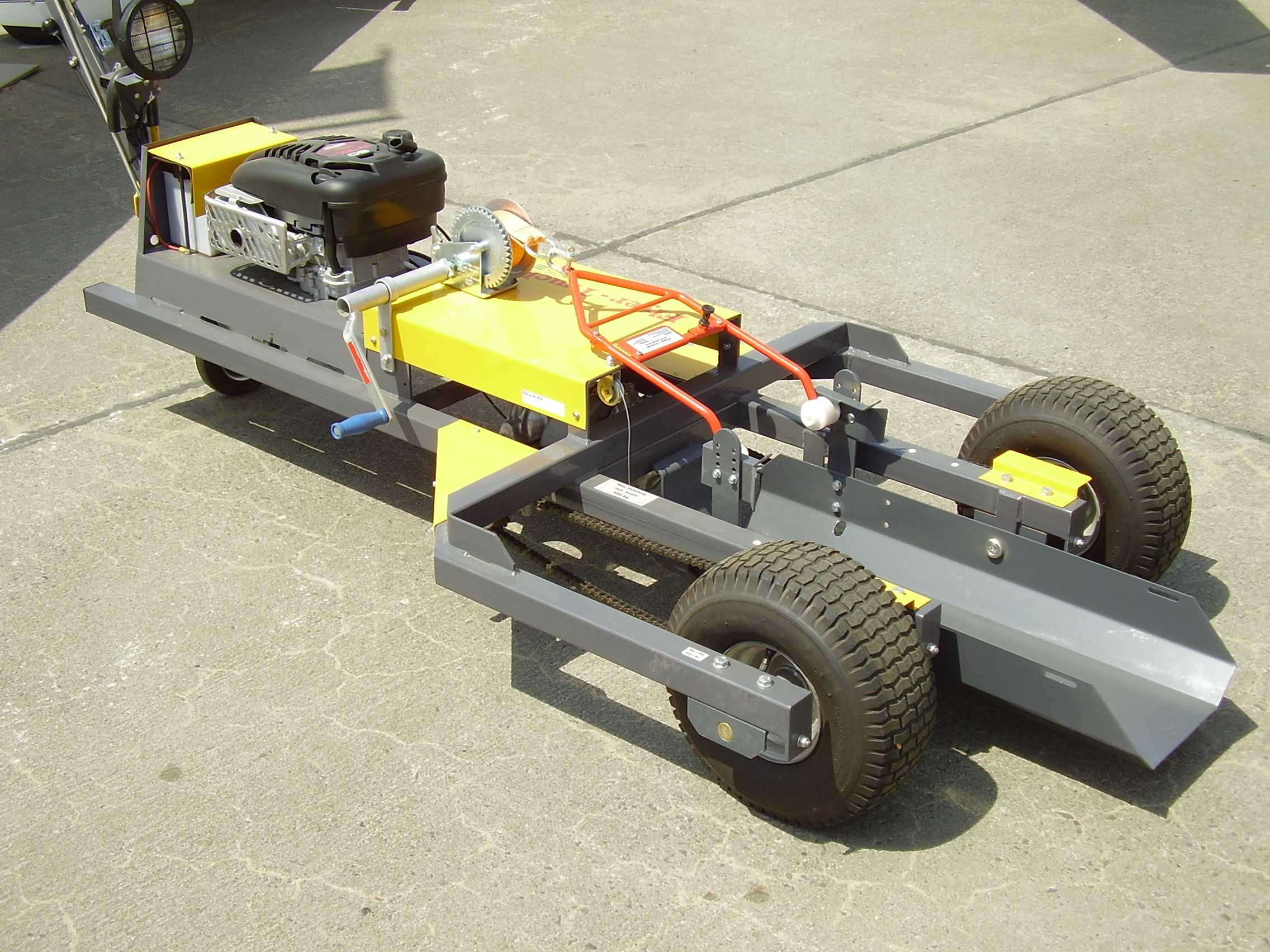
Автономний тягач для менших літаків
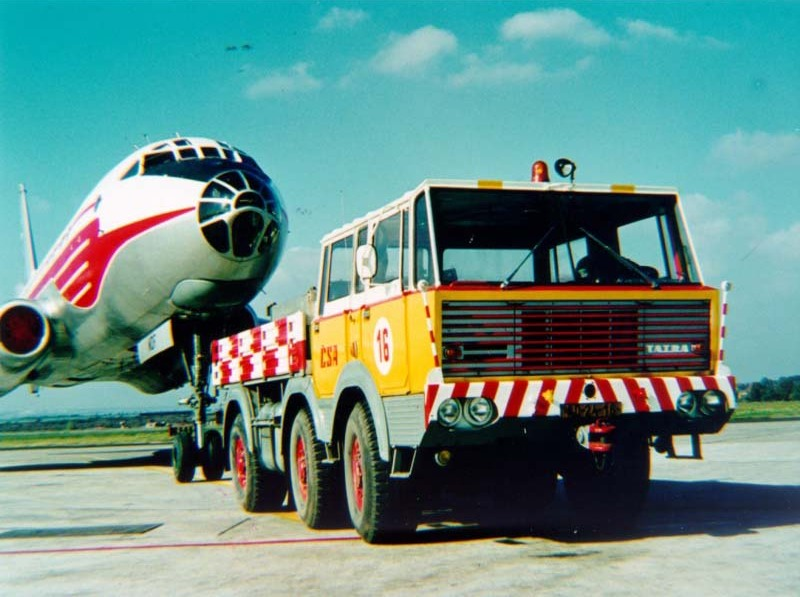
Тягач T813 6x6 фірми Tatra
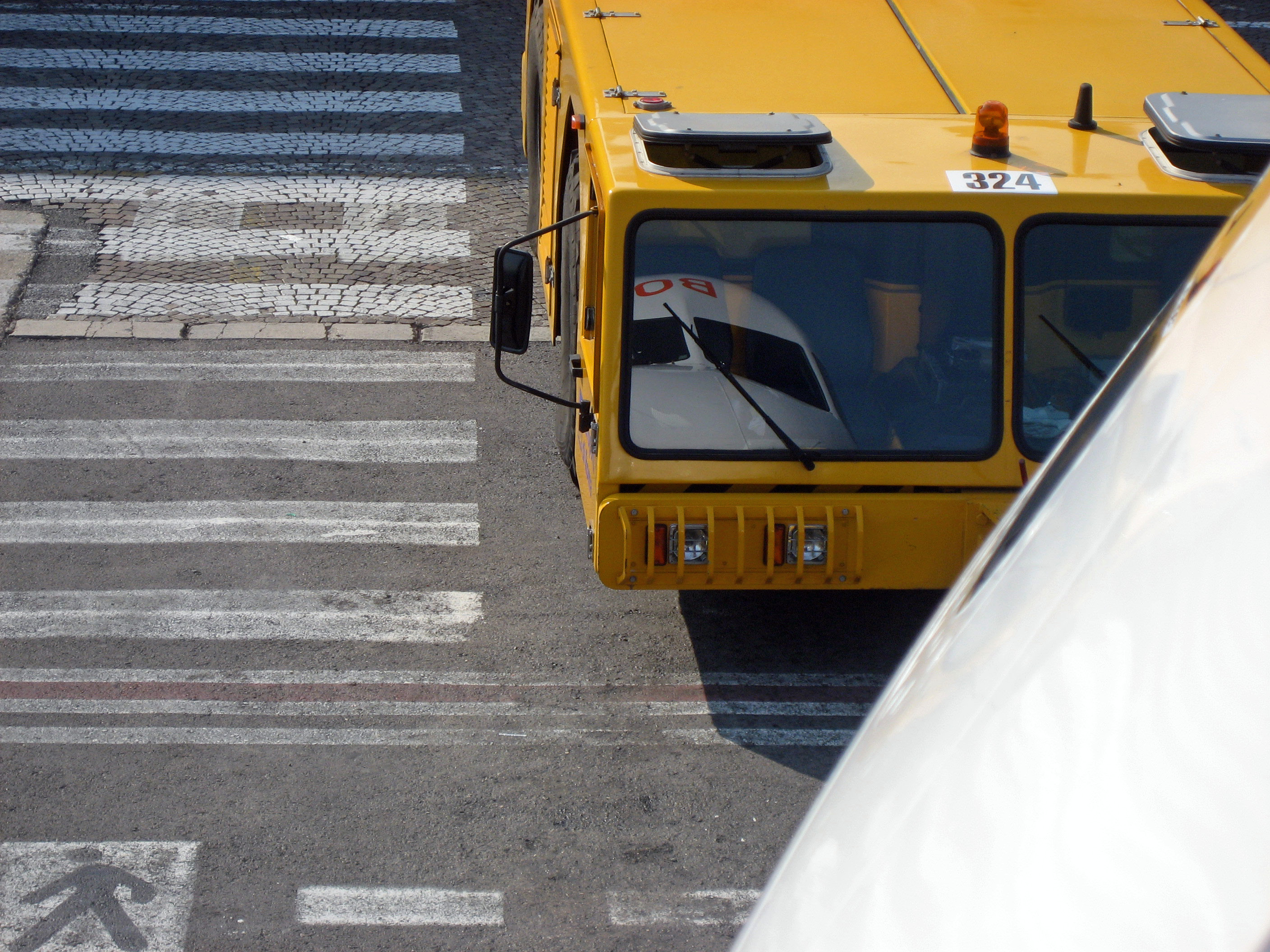
Тягач готовий витягувати EasyJet Airbus A319
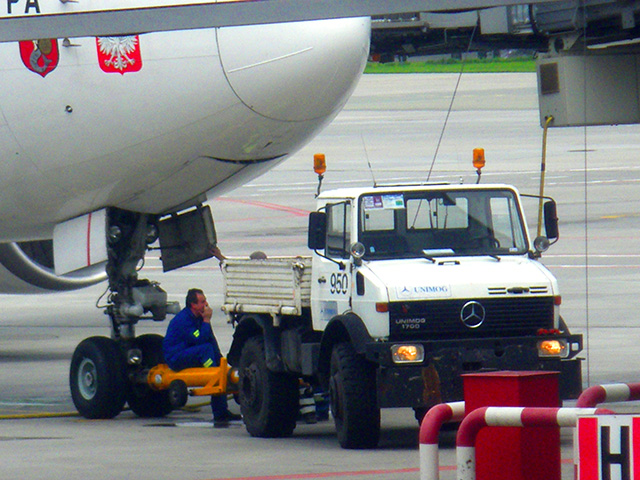
Unimog як буксир
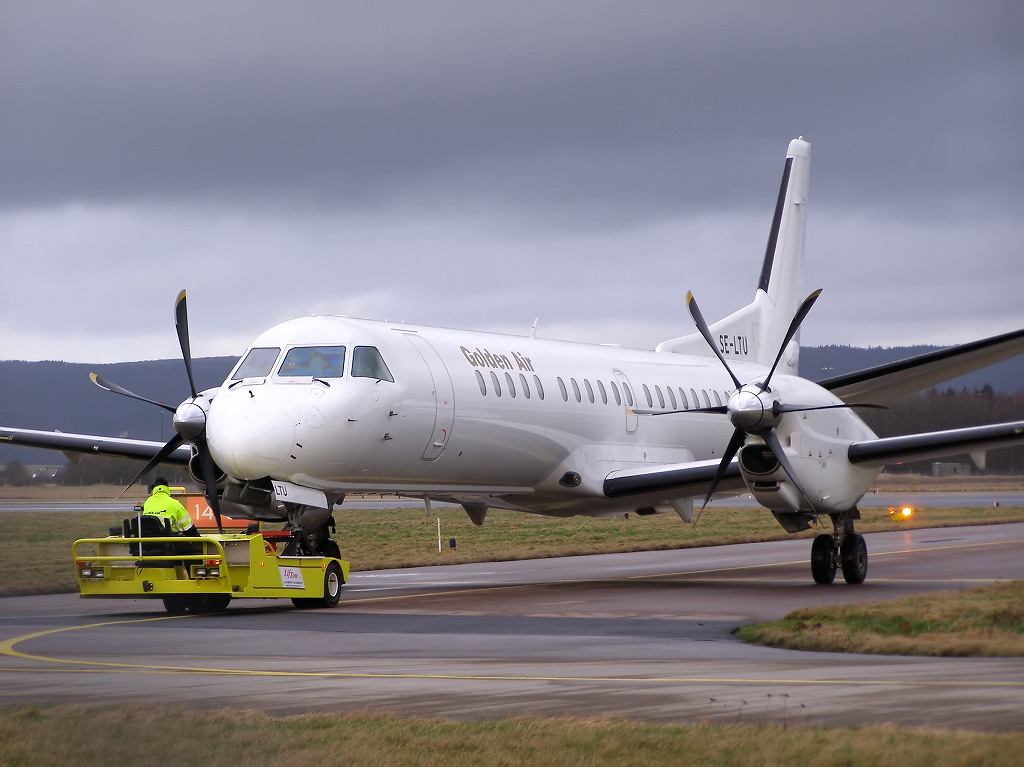
Saab 2000 буксирують маленьким тягачем у Ängelholm-Helsingborg Airport
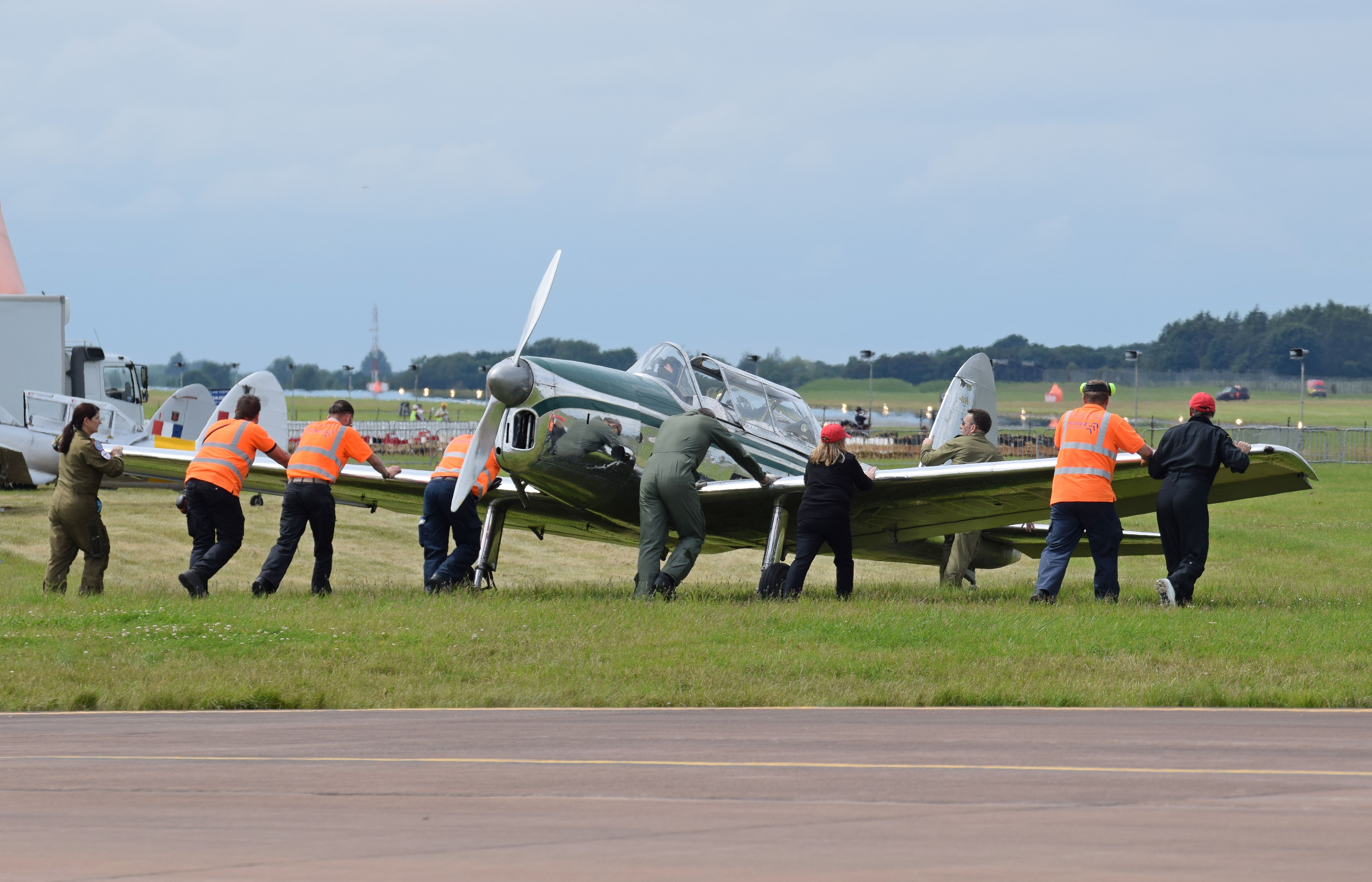
de Havilland Canada Ручне буксирування на Royal International Air Tattoo, Англія (2016)

## Поклики
1. ↑  [недоступне посилання з лютого 2019] FMC B1200 Pushback Tractor Specifications
2. ↑  [недоступне посилання з лютого 2019] FMC Expediter 400 Towbarless tractor brochure
3. ↑  New IAI "taxibot" to save airlines billions. Globes. Globes. 3 лютого 2011. Архів оригіналу за 11 березня 2011. Процитовано 9 липня 2012.
4. ↑   [Архівовано 8 серпня 2018 у Wayback Machine.] BBC News - Virgin Atlantic move to save fuel
5. ↑   [Архівовано 9 вересня 2015 у Wayback Machine.] Ellie Zolfagharifard, Reducing runway emissions, The Engineer, Dec 7, 2009.
6. ↑   [Архівовано 9 травня 2017 у Wayback Machine.] Youtube - Fifth Gear: VW Touareg Tows A 747

- Operations Manual Bucher aircraft tractor Kp20FlApt13